# Shenglilu, Chongqing
Shenglilu (kinesiska: 胜利路) är ett stadsdelsdistrikt i sydvästra Kina. Det ligger i stadsdistriktet Yongchuan i storstadsområdet Chongqing, omkring 71 kilometer väster om det centrala stadsdistriktet Yuzhong. Antalet invånare är 134 218. Befolkningen består av 66 894 kvinnor och 67 324 män. Barn under 15 år utgör 14,0 %, vuxna 15-64 år 76 %, och äldre över 65 år 8,0 %.